# Natal'ja Dan'ko
Natalija Jakovlevna Dan'ko-Alekseenko (in russo Ната́лия Я́ковлевна Данько́-Алексе́енко?; Tbilisi, 1892 – Irbit, 18 marzo 1942) è stata una scultrice russa.
Famosa per le sue opere in ceramica, è l'autrice dei bassorilievi in porcellana della stazione della metropolitana di Piazza Sverdlov e della stazione fluviale di Chimki, ambedue a Mosca.

## Biografia
Nasce in una famiglia di impiegati delle ferrovie russe e inizia a studiare arte fin da piccola:  frequenta dal 1900 al 1902 la scuola tecnico-artistica Stroganov, a Vilnius presso la Scuola d'Arte e nello studio di J. Janson a  Pietroburgo (1906 -1908).. Nel 1909-1914 lavora soprattutto a San Pietroburgo, dove si dedica alla decorazione scultorea di alcuni edifici, in particolar in collaborazione con gli architetti V. A. Shchuko , I. A. Fomin. Aiutante di V. Kuznetsov alla Imperial fabbrica di porcellane di San Pietroburgo  dal 1919 ne diventa la direttrice. Si dedica alla celebrazione della Rivoluzione russa creando una serie molto famosa di lavoratori, La donna poliziotta, il marinaio con la bandiera, il marinaio.... Durante l'assedio di Leningrado fugge insieme alla sorella e alla madre, e viene evacuata nella città di Irbit. Lungo la strada, a causa della stanchezza, la sorella e la madre muoiono. La stessa Natalia Danko muore il 18 marzo 1942, poco dopo essere arrivata a Irbit.

## Opere
Dan'ko ha realizzato più di 300 opere, di cui una part singole figure singole di piccole dimensioni che celebrano le nuove realtà del popolo rivoluzionario: "Donna con covone", "Donna che ricama uno striscione", "poliziotto", "Lavoratrice che parla ad un discorso" . Inoltre crea gruppi scultorei complessi, come le decorazioni per alcune stazioni della metropolitana di Mosca, o il gruppo “Il quinto anniversario dell’Armata Rossa” con due figure, un partigiano con fucile e un soldato con bandiera rossa, tutta altezza che sormontano una pila di libri che recitano sulla costa "storia dell'Armata Rossa". una delle opere più celebri, gli Scacchi, creata con il contributo pittorico della sorella Elena, è conservata al Metropolitan Museum di New York.